# Capito quinticolor
Capito quinticolor là một loài chim trong họ Capitonidae.